# Medulin
Medulin – wieś w Chorwacji, w żupanii istryjskiej, siedziba gminy Medulin. W 2011 roku liczyła 2777 mieszkańców.

## Charakterystyka
W centrum miejscowości znajduje się jedna z nielicznych w tej części Chorwacji plaża piaszczysta. Pozostałe plaże w okolicy są żwirowe lub skaliste. Medulin oferuje niespełna 20 tys. miejsc noclegowych i w ostatnich latach stał się coraz bardziej cenionym kurortem wakacyjnym.